# Liste der Kulturdenkmale in Krukow
In der Liste der Kulturdenkmale in Krukow sind alle Kulturdenkmale der schleswig-holsteinischen Gemeinde Krukow (Kreis Herzogtum Lauenburg) aufgelistet (Stand: 10. März 2025).

## Legende
In den Spalten befinden sich folgende Informationen:
- Objekt-ID: die Nummer des Kulturdenkmales
- Lage: die Adresse des Kulturdenkmales und die geographischen Koordinaten. Kartenansicht, um Koordinaten zu setzen. In der Kartenansicht sind Kulturdenkmale ohne Koordinaten mit einem roten Marker dargestellt und können in der Karte gesetzt werden. Kulturdenkmale ohne Bild sind mit einem blauen Marker gekennzeichnet, Kulturdenkmale mit Bild mit einem grünen Marker.
- Offizielle Bezeichnung: Bezeichnung des Kulturdenkmales
- Beschreibung: die Beschreibung des Kulturdenkmales
- Bild: ein Bild des Kulturdenkmales

## Sachgesamtheiten
| Objekt-ID | Lage                                         | Offizielle Bezeichnung   | Beschreibung | Bild |
| --------- | -------------------------------------------- | ------------------------ | --- | ---- |
| 35888     | Hauptstraße 21 (53° 25′ 6″ N, 10° 28′ 40″ O) | Hofanlage Hauptstraße 21 | Hofanlage Hauptstraße 21; ab 1870; historisches und regionaltypisches Ensemble bestehend aus Haupthaus, Fachwerkscheune, Hausbäumen und Einfriedung mit Zufahrtspfeilern - Begründung: geschichtlich, Kulturlandschaft prägend - Schutzumfang: Haupthaus mit Einfriedung mit Zufahrtspfeilern, Hausbäume; Fachwerkscheune | BW   |

## Bauliche Anlagen
| Objekt-ID | Lage                                                | Offizielle Bezeichnung | Beschreibung | Bild |
| --------- | --------------------------------------------------- | ---------------------- | --- | ---- |
| 23484     | Hauptstraße 21 (53° 25′ 6″ N, 10° 28′ 40″ O)        | Haupthaus              | Haupthaus; vermutlich um 1910; zweigeschossiger Mauerwerksbau mit Wirtschafts- und Wohnteil unter Satteldach; mit Hausbäumen und Einfriedung mit Zufahrtspfeilern - Begründung: geschichtlich, Kulturlandschaft prägend - Schutzumfang: Haupthaus, Einfriedung mit Zufahrtspfeilern, Hausbäume - Denkmaltyp: Bauliche Anlage, Sachgesamtheit: Hofanlage Hauptstraße 21 | BW   |
| 23488     | Vor den Hainbuchen 1 (53° 25′ 9″ N, 10° 28′ 39″ O)  | Hallenhaus             | Hallenhaus; 1866; regionaltypisches Hallenhaus unter reetgedecktem Halbwalmdach, Wohnteil gemauert, Wirtschaftsteil in Fachwerk mit Backsteinausfachung; mit Nebengebäude, Hausbaum und Einfriedung - Begründung: geschichtlich, Kulturlandschaft prägend - Schutzumfang: Hallenhaus, Nebengebäude, Einfriedung, Hausbaum - Denkmaltyp: Bauliche Anlage                | BW   |
| 23490     | Vor den Hainbuchen 5 (53° 25′ 12″ N, 10° 28′ 38″ O) | Fachhallenhaus         | Fachhallenhaus; um 1860; anschaulich erhaltenes, regionaltypisches Fachhallenhaus mit Backsteinausfachung und zum Teil noch reetgedecktem Halbwalmdach - Begründung: geschichtlich, Kulturlandschaft prägend - Schutzumfang: gesamtes Objekt - Denkmaltyp: Bauliche Anlage                                                                                             | BW   |
| 23489     | Vor den Hainbuchen 6 (53° 25′ 12″ N, 10° 28′ 42″ O) | Fachhallenhaus         | Fachhallenhaus; 1844; regionaltypisches Fachhallenhaus mit Backsteinausfachung und zum Teil noch reetgedecktem Halbwalmdach; mit Hausbäumen und Einfriedung mit Zufahrtspfeilern - Begründung: geschichtlich, Kulturlandschaft prägend - Schutzumfang: Fachhallenhaus, Einfriedung mit Zufahrtspfeilern, Hausbäume - Denkmaltyp: Bauliche Anlage                       | BW   |

## Quelle
- Liste der Kulturdenkmale in Schleswig-Holstein – Herzogtum Lauenburg (PDF)

- Karte mit allen Koordinaten:
- OSM |
- WikiMap